# Панчево (село)
Панчево (болг. Панчево) — село в Болгарии. Находится в Кырджалийской области, входит в общину Кырджали. Население составляет 233 человека.

## Политическая ситуация
В местном кметстве Повет, в состав которого входит Панчево, должность кмета (старосты) исполняет Мухаррем Наим Мухаррем (Движение за права и свободы (ДПС)) по результатам выборов правления кметства.
Кмет (мэр) общины Кырджали — Хасан Азис (Движение за права и свободы (ДПС)) по результатам выборов в правление общины.